# Stack Exchange
Stack Exchange ist ein Netzwerk von Frage-Webseiten, die jeweils verschiedene Fachthemen abdecken. Das Prinzip dieser Webseiten ist es, dass User der Community Fragen zu einem bestimmten Problem stellen können, die dann im optimalen Fall auch zufriedenstellend beantwortet werden.
Die wohl bekannteste Webseite innerhalb von Stack Exchange ist Stack Overflow.

## Geschichte
Im Jahr 2008 gründeten Jeff Atwood und Joel Spolsky Stack Overflow, eine Frageseite für Programmierer. Ein Jahr später realisierten die beiden das Projekt Stack Exchange 1.0 platform, ein Tool für Drittanbieter, mit dem man ähnliche Seiten wie Stack Overflow erstellen konnte. Diese Form des White Labels fand zunächst keinen Anklang, sodass dieses Projekt als nicht erfolgreich galt.
Erst im November 2010 mit der Veröffentlichung von Stack Exchange 2.0, einer Seite, die mittels Algorithmen und Userkontakt Themen für neue Fachseiten sammelte, kam langsam der Erfolg. Bis Januar 2011 testete Stack Exchange das Konzept mit den Seiten physics (Physik-Webseite), maths (Mathematik-Webseite) und writing (Webseite für Schriftsteller). Danach ging Stack Exchange mit 33 verschiedenen Webseiten in die Öffentlichkeit.
Im März 2011 nannte sich das Unternehmen Stack Overflow Inc. in Stack Exchange Inc. um.

## Belohnungssystem
Stack Exchange ist für sein Belohnungssystem bekannt. Wenn ein Benutzer Fragen stellt, Fragen beantwortet, gute Bewertungen von anderen Benutzern erhält oder für eine Antwort ausgezeichnet wird, so steigt seine Reputation (interne Belohnungspunkte). Benutzer können durch negative Bewertungen auch an Reputation verlieren. Ab gewissen Punktezahlen erhält der Benutzer sogenannte awards und privilege. Während es sich bei den „awards“ vorrangig um kosmetische Auszeichnungen im Profil handeln, erhält der Benutzer durch „privileges“ zusätzliche Seitenrechte. Diese beinhalten zusätzliche Kommentarrechte, Editierrechte, Schutzrechte etc. Neue Benutzer dürfen Beiträge anderer nicht kommentieren oder bewerten.